# Є Цзянчуань
Є Цзянчуань {кит. трад. 葉江川, спр. 叶江川, піньїнь: Yè Jiāngchuān; {н}} 20 листопада 1960 в Усі) — китайський шахіст і шаховий тренер, гросмейстер від 1993 року.

## Шахова кар'єра
Від початку 1980-х років належав до когорти провідних шахістів своєї країни. Сім разів перемагав на чемпіонатах Китаю (в 1981—1996 роках), дванадцять разів (зокрема 6 разів на 1-й шахівниці) виступив у складі збірної на шахових олімпіадах (у 1982—2004 роках), на своїй дебютній олімпіаді здобувши срібну медаль в особистому заліку на 4-й шахівниці, а також неодноразово на командній першості Азії. Двічі брав участь у чемпіонатах світу ФІДЕ, які проходили за олімпійською системою: 2001 року послідовно переміг Олексія Барсова, Лева Псахіса, Люка ван Велі, але у четвертому раунді поступився Василеві Іванчуку, а 2004 року переміг Карлоса Гарсію Палермо і Ні Хуа, але в 3-му раунді програв Золтану Алмаші і вибув з подальшої боротьби.
Досягнув низки успіхів на міжнародних турнірах, зокрема: тричі поділив 1-ше місце на турнірі Tan Chin Nam Cup у Пекіні (1995 — разом з Ваном Цзилі, 1999 — разом з Олексієм Дрєєвим і 2001 — разом з Михайлом Красенковим та Віктором Бологаном), а також у Будапешті (1992), посів 2-ге місце в Гронінгені (1996, позаду Олексія Єрмолінського), поділив 1-ше місце в Шанхаї (2000, разом з Михайлом Красенковим) і 1-ше місце в Хейбеї (2001, зональний турнір).
Починаючи з 1988 року був головним тренером найсильнішою в цей час китайської шахістки, екс-чемпіонки світу Се Цзюнь, а з 2000 року — національної збірної Китаю.
2000 року став першим китайським шахістом, який перетнув позначку 2600 очок рейтингу Ело. Найвищий рейтинг в кар'єрі мав станом на 1 квітня 2003 року, досягнувши 2684 очок займав тоді 20-те місце у світовому рейтинг-листі ФІДЕ, одночасно займаючи 1-ше місце серед китайських шахістів.

## Зміни рейтингу
| На цьому місці має відображатися графік чи діаграма, однак з технічних причин його відображення наразі вимкнено. Будь ласка, не видаляйте код, який викликає це повідомлення. Розробники вже працюють для того, щоби відновити штатне функціонування цього графіка або діаграми. | |
| | На цьому місці має відображатися графік чи діаграма, однак з технічних причин його відображення наразі вимкнено. Будь ласка, не видаляйте код, який викликає це повідомлення. Розробники вже працюють для того, щоби відновити штатне функціонування цього графіка або діаграми. |